# Avtrubbad affekt

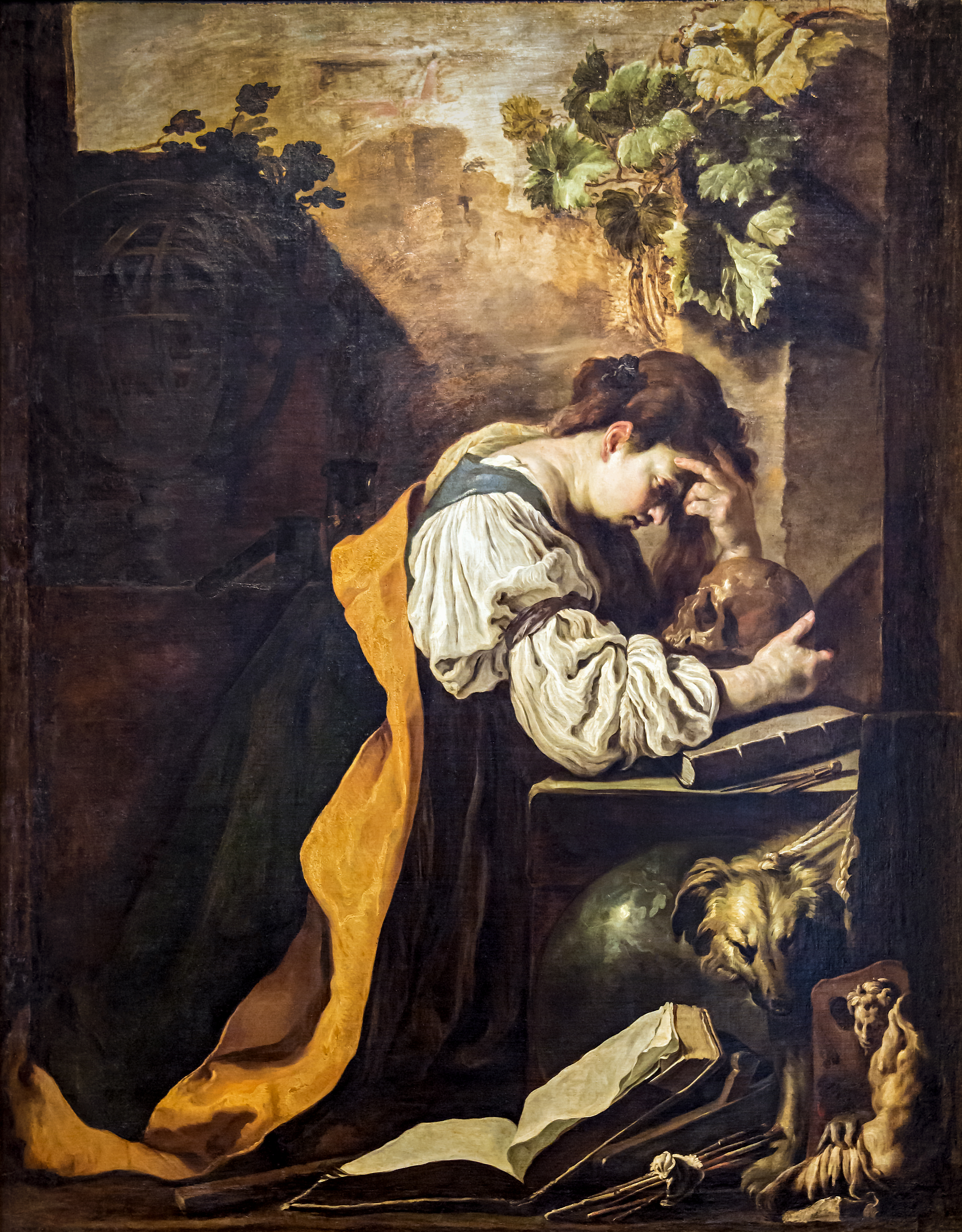
Avtrubbade affekter kan som regel avläsas i kroppsspråket. Vid depression är den drabbade inte kapabel att reagera känslomässigt med glädje.
"Melankoli" av Domenico Fetti (1622).

Avtrubbad affekt är ett psykiskt symtom som innebär att den drabbades känsloliv avflackas. Det förekommer som biverkan vid behandling med SSRI samt vid depression. Betecknat som ett negativt symtom (funktionsbortfall), förekommer vid många andra psykiska störningar som påverkar känsloläget.
Känslolivet är en viktig del i relationen mellan individen och dess omgivning, och påverkar personens handlingar, begär och sociala samspel. Känslor väcks normalt av stimuli, de är reaktioner på sådant som personen är med om; hjälpsamhet brukar sålunda leda till glädje, förlust och saknad till sorg, och att bli orättvist eller illa behandlad till ilska eller frustration.
En person med avtrubbad affekt är likgiltig för sådant som andra reagerar känslomässigt på, känslomässiga stimuli väcker vare sig arousal eller valens. Förändringar i känslolivet är psykiska symtom som förekommer vid flera psykiska störningar; vid depression förmår inte personen känna glädje men däremot är känslor av sorg förstärkta. Psykopati kännetecknas också av ett avtrubbat känsloliv, dock kan personerna vara mycket våldsamma.
Vid schizofreni är affekterna vanligen generellt avflackade; vissa mentala symtom (till exempel paranoia) kan skrämma den drabbade, men personen reagerar inte känslomässigt på reella stimuli. Till det avflackade känslolivet kan den som drabbats av schizofreni samtidigt ha opassande känslor, till exempel skratta utan orsak (eufori), plötsligt bli aggressiv eller uppspelt; dessa sinnesstämningar uppkommer utan yttre stimuli utan utlöses av personens inre liv. Stimuli som normalt hade väckt känslor, är den som drabbats av schizofreni vanligen oberörd av; personen blir inte glad, sorgsen, nyfiken, kärleksfull eller arg när sådana känslor är motiverade.
Affekten kan avläsas i mimik, prosodi och andra kroppsrörelser. Vid uttalad schizofreni saknar personen mimik - uttrycket brukar beskrivas som ett stenansikte - rösten är monoton och dämpad, och personen gestikulerar inte. Om schizofrenin är mindre uttalad kan personen spela affektiva uttryck, vilket visar sig i teatraliska eller överdrivna ansiktsuttryck, gester och tonfall. Det finns dock studier som tyder på att avsaknaden av känslouttryck inte motsvarar den inre förmågan att uppleva vare sig positiva eller negativa känslor vid schizofreni. Förmågan att uppleva negativa känslor kan vara starkare, men förmågan till adekvata känsloreaktioner totalt sett är nedsatt och satt ur spel, såväl ifråga om känslomässig igenkänning som känslomässig upplevelse. Detta leder till att personer med schizofreni är sämre på social förnimmelse. 
Tillsammans med affektiv avflackning brukar personer med schizofreni, bli både känslomässigt och socialt isolerade. 
Det förekommer att affektiv avflackning uppträder tillsammans med anhedoni, oförmåga att känna njutning.
Neurologiskt kan den avtrubbade affekten bero på skador i ventromediala cortex, vilken har förbindelser med limbiska systemet och hypotalamus. Avtrubbningen kan då höra samman med svårigheter att kontrollera aggressioner och med humörsvängningar, samt med störningar i moraluppfattningen.